# Purshia
Purshia là một chi thực vật có hoa trong họ Hoa hồng. Các loài trong chi này sinh sống ở miền tây Bắc Mỹ, trong khu vực từ miền tây Canada tới tây bắc Mexico.

## Các loài
Plants of the World Online ghi nhận 7 loài thuộc chi này.
- Purshia ericifolia (Torr. ex A.Gray) Henrickson, 1986: Đông bắc Mexico.
- Purshia glandulosa Curran, 1885: Tây nam Hoa Kỳ.
- Purshia mexicana (D.Don) S.L.Welsh, 1986: Miền tây và miền bắc Mexico.
- Purshia plicata (D.Don) Henrickson, 1986: Đông bắc tới tây nam Mexico.
- Purshia stansburiana (Torr.) Henrickson, 1986: Tây trung và tây nam Hoa Kỳ tới Mexico.
- Purshia subintegra (Kearney) Henrickson, 1986: Arizona (Hoa Kỳ).
- Purshia tridentata (Pursh) DC., 1818: Từ miền tây Canada tới miền tây và tây trung Hoa Kỳ.

## Hình ảnh

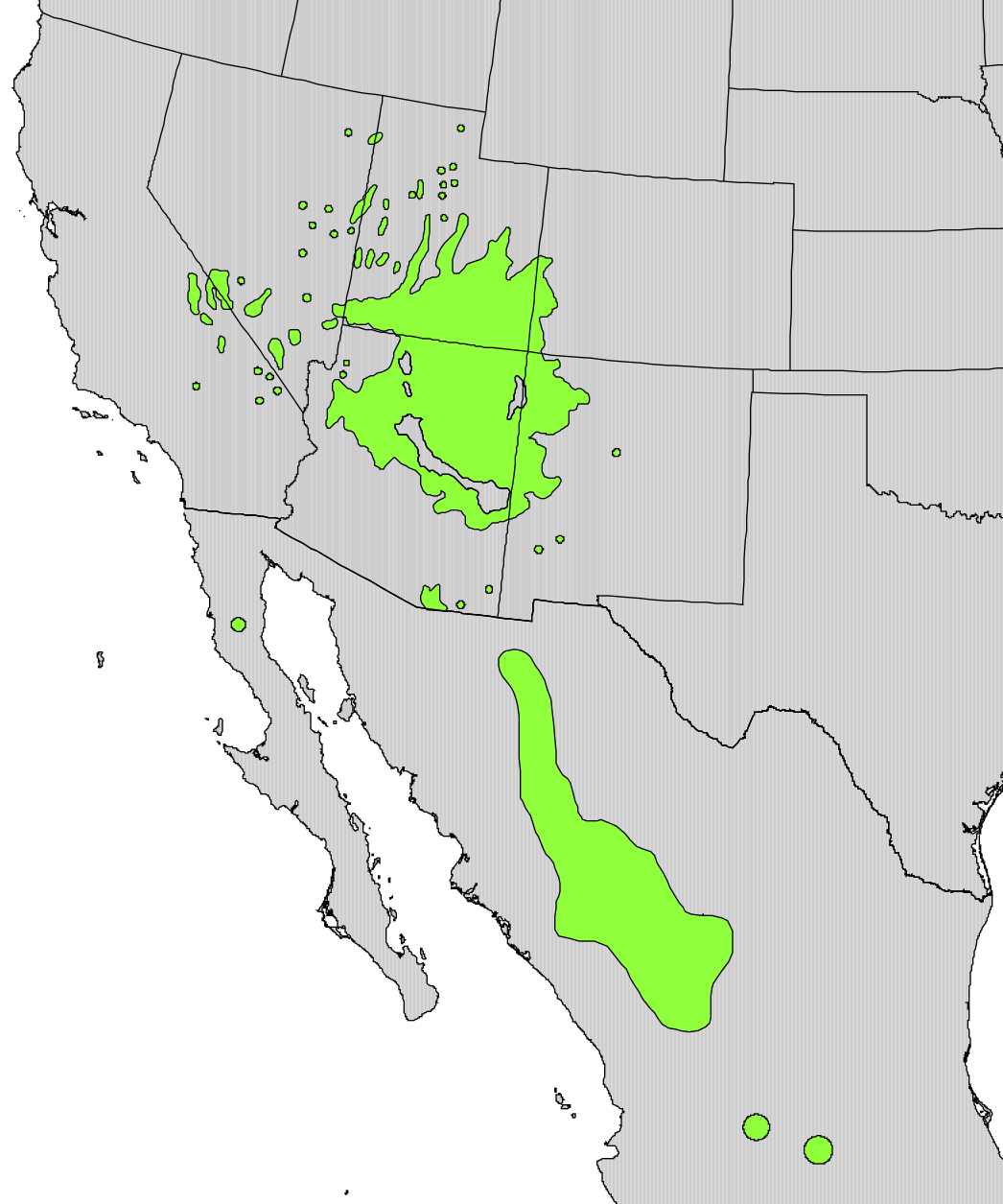
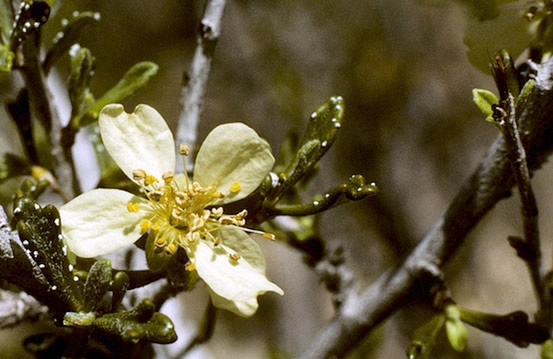

## Lưu ý
- Purshia Dennst., 1818 là đồng nghĩa của Centranthera R.Br., 1810.
- Purshia Spreng., 1819 là tên không hợp lệ và là đồng nghĩa của Lithospermum L., 1753.
- Purshia Raf., 1819 là cách viết chính tả khác của Burshia Raf., 1808, hiện nay coi là đồng nghĩa của Myriophyllum Ponted. ex L., 1753.